# 1-(5-ホスホリボシル)-5-((5-ホスホリボシルアミノ)メチリデンアミノ)イミダゾール-4-カルボキサミドイソメラーゼ
1-(5-ホスホリボシル)-5-[(5-ホスホリボシルアミノ)メチリデンアミノ]イミダゾール-4-カルボキサミドイソメラーゼ（1-(5-phosphoribosyl)-5-[(5-phosphoribosylamino)methylideneamino]imidazole-4-carboxamide isomerase、EC 5.3.1.16）は、次の反応を触媒する酵素である。
1-(5-ホスホリボシル)-5-[(5-ホスホリボシルアミノ)メチリデンアミノ]イミダゾール-4-カルボキサミド
{\displaystyle \rightleftharpoons }5-[(5-ホスホ-1-デオキシリブロース-1-イルアミノ)メチリデンアミノ]-1-(5-ホスホリボシル)イミダゾール-4-カルボキサミド